# Thermincola carboxydiphila
Thermincola carboxydiphila è una specie di batterio appartenente alla famiglia delle Peptococcaceae.